# Atresia duodenale
Per atresia duodenale in campo medico, si intende una malformazione congenita dei nascituri, una forma di atresia gastrointestinale.

## Epidemiologia
Per quanto riguarda le varie forme di atresia possibili, quella duodenale è una delle più frequenti nei nascituri, arrivando come incidenza da 1 su 6 000 ad 1 su 10 000 a seconda degli studi effettuati. Il 25% di tutti i bambini affetti da tale malformazione sono soggetti alla sindrome di Down.

## Eziologia
La causa è una mancata canalizzazione durante la fase embrionale del duodeno.

## Sintomatologia
Fra i sintomi e i segni clinici ritroviamo polidramnios, vomito e sovente si assiste a malrotazione intestinale

## Esami
Per una corretta diagnosi è sufficiente la radiografia, dove si mostra un segno distintivo della patologia, una doppia bolla, una nel duodeno e l'altra nello stomaco.